# Lista de personagens de Woody Woodpecker

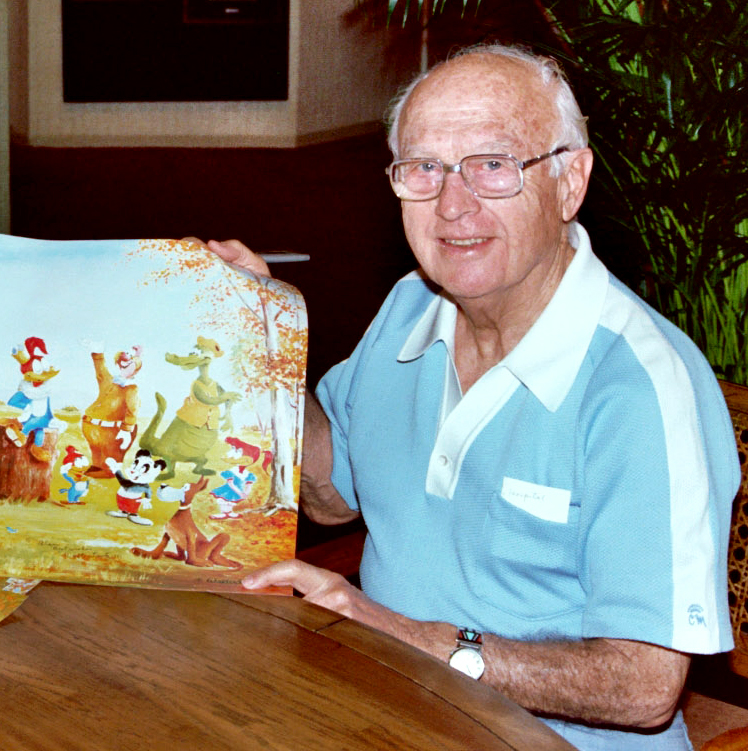
Walter Lantz e uma pintura com os personagens Pica-Pau, Toquinho (ou Knothead), Leôncio, Andy Panda, Zé Jacaré, Winnie (ou Paulina).

Esta é uma lista de personagens do desenho animado Woody Woodpecker (Pica-Pau).

## Personagens

### Principais
- Pica-Pau (Woody Woodpecker) - Protagonista do desenho, é uma ave conhecida por sua loucura contagiante e seu temperamento irritante. Gosta muito de infernizar a vida das pessoas (principalmente Meany Ranheta e Leôncio), além de ser muito folgado e guloso. Conforme a evolução do programa, o Pica-Pau adquiriu uma personalidade mais "sóbria" e uma boa índole, delineando melhor sua natureza de herói. Nasceu em uma casa na árvore localizada na Escócia e além disso, diz nos novos episódios que sua família é de origem escocesa. Não pode ser considerado nem um vilão, nem um herói, pois mesmo cometendo suas traquinagens, é o protagonista da série, portanto o Pica-Pau e considerado um anti-herói. Já morou em vários lugares diferentes mas nos novos episódios passou a morar numa casa da árvore no terreno da Meany Ranheta, sendo vizinho do Leôncio. Vive se metendo em confusões e vivendo aventuras com amigos e inimigos.
- Pé de Pano (Sugarfoot) - Cavalo sentimental do Pica-Pau, aparece majoritariamente em episódios ambientados no velho oeste.[2][3] Pertencia ao bandido João Seboso, que vivia o maltratando, e o abandonou. Depois disso foi adotado pelo Pica-Pau, por quem se mostrou muito fiel, e os dois acabaram se tornando companheiros de aventuras. Antes de aparecer no desenho do Pica-Pau, ele se chamava "Ferradura" e era do desenho Maw and Paw, onde trabalhava numa fazenda de um casal de caipiras. Um de seus bordões é "Eu odeio ele", quando um bandido dá-lhe geralmente um tapa.
- Zeca Urubu (Buzz Buzzard) - Urubu malandro e vigarista[4] que está sempre dando golpes. É geralmente retratado como o principal rival do Pica-Pau, sempre competindo nos negócios, ou pela mão das donzelas. Nos episódios de 1999, foi dublado no Brasil com sotaque de malandro carioca. No "Novo Show do Pica-Pau", seu aspecto mudou com a aparição de uma penugem negra.
- Zé Jacaré (Gabby Gator) - Jacaré guloso e sempre faminto que está sempre querendo devorar o Pica-Pau. Mora num pântano na floresta na Flórida e vive se dando mal com suas tentativas frustradas de almoçar o pássaro. Um personagem frequente nos episódios antigos, só aparece em um episódio do Novo Pica-Pau com uma aparência totalmente diferente. Em um episódio ("O Rei do Voo-Doo"), ele é retratado como um praticante de bruxaria.
- Leôncio (Wally Walrus)[5] - Ele é uma morsa de nacionalidade sueca. Sempre é perturbado pelo Pica-Pau Nos primeiros episódios dublados no Brasil, foi dublado com o sotaque errado (em vez de sueco, falava castelhano), na dublagem nos novos episódios, isso foi corrigido. Mas essa mudança de sotaques não representa nenhum problema, pois no áudio original dos Estados Unidos, ele nem sempre teve sotaque sueco. Nos episódios clássicos, Leôncio falava com sotaque sueco apenas em suas primeiras aparições, depois de algum tempo perdeu tal sotaque (em episódios como "A Cartola" e "Hora do Bebê" na dublagem em inglês, Leôncio não tinha mais o sotaque sueco). Nos episódios de 1999, seu sotaque voltou a ser usado novamente. Também se tornou vizinho do Pica-Pau (na realidade ele é vizinho da Meany Ranheta, o Pica Pau paga aluguel pra ela). Deve-se notar também que Leôncio, na década de 50, ficou mais magro e sem suas presas, perdendo todas as características de uma morsa, aparentando mais ser um ser humano. Apesar do nome em português remetê-lo a um leão-marinho, ele é visivelmente uma morsa.
- Meany Ranheta (Mrs. Meany) - Uma mulher nariguda e interesseira, com cara de poucos amigos. Nos episódios mais antigos, Meany não tinha papel fixo, apesar de aparecer sempre com o mesmo nome, em diferentes situações, sempre vítima das maluquices do Pica-Pau. Aparece como Jane Calamidade em Janie Get Your Gun (1965). Em "O Novo Show Pica-Pau", ela é a vizinha do pássaro e como é dona do imóvel onde este mora, está sempre lhe cobrando o aluguel e o ameaçando de despejo. Como o próprio nome já diz, é muito ranzinza. Está sempre arranjando briga, adora dinheiro e é muito ambiciosa.

### Família do Pica-Pau
- Toquinho e Lasquita (Knothead & Splinter) - Sobrinhos do Pica-Pau. Os dois surgiram na revista em quadrinhos New Funnies. Knothead era Nuthead e Splinter era um menino. Mas em 1949, Nuthead foi transformado em Knothead e Splinter passou a ser uma menina. No final da década de 1950, Knothead e Splinter apareceram em desenhos animados e histórias em quadrinhos. Os dois são tão bagunceiros e espertos quanto o tio, ou ainda mais que ele. Em "O Novo Show do Pica-Pau", foram dublados com os seus nomes originais, Knothead e Splinter, já na websérie de 2018, voltaram a ter o nome em português.
- Sr. e Sra. Pica-Pau (Mr. and Mrs. Woodpecker) - São os pais do Pica-Pau, que moram numa casa da árvore localizada na Escócia. Apareceram no episódio "Nascido Para Picar". O Sr. Pica-Pau volta a aparecer no"Dia dos Pais" de "O Novo Show do Pica-Pau" com um visual escocês, enquanto sua esposa não fez outra aparição. A Sra. Pica-Pau volta a aparecer no episódio "A Mãe de Todos os Problemas" na websérie de 2018.
- Irmãs do Pica-Pau - Sete irmãs do Pica-Pau aparecem apenas uma vez em flashback no episódio "Nascido para Picar".
- Tio Scrooge (Uncle Scrooge) - Tio milionário e ranzinza do Pica-Pau. Lembra bastante o Tio Patinhas (personagem de Walt Disney, tendo inclusive o mesmo nome em inglês ambos foram inspirados no avarento Ebenezer Scrooge de Um conto de Natal de Charles Dickens), e tem um empregado chamado James. Só apareceu no episódio "Os Parentes".
- Avô Pica-Pau (MacPecker Woodpecker) - Personagem de "O Novo Show do Pica-Pau", é mencionado no episódio O Garimpeiro e uma foto dele aparecem em Calma, Calma.
- Vovó Pica-Pau - Avó do Pica-Pau, apareceu nos episódios "Chapeuzinho Diferente" e "Qual é a Sua, Chapéu?". Em ambos, deseja-se casar com o Lobo Mau (no último, estapeia o traseiro do Pica-Pau ao descobrir que o pássaro havia expulsado o lobo).
- Bisavô Pica-Pau (Great Grandfather) - Um pica-pau piloto de corridas de automóveis escocês, aparece apenas no episódio Estrada da Vida de "O Novo Show do Pica-Pau".

### Secundários
- Winnie Pica-Pau ou Paulina (Winnie Woodpecker) - Namorada do Pica-Pau.[6] Nos episódios antigos, apareceu só em dois episódios, em O Novo Show do Pica-Pau, ganhou seu próprio segmento, reaparece como namorada do Pica-Pau na websérie de 2018 e com o nome de Winnie Pica-Pau. Costuma ser um dos motivos das brigas entre o Pica-Pau e o Zeca Urubu, que também é apaixonado por ela.
- Professor Grossenfibber (Prof. Grossenfibber) - Cientista louco que adora fazer experiências, e na maioria delas sempre usa o Pica-Pau de cobaia. Mora numa mansão, onde está localizado seu laboratório.
- Professor Dingle Dong (Prof. Dingle Dong) - Outro cientista maluco. Também gosta de usar o Pica-Pau como cobaia. As pessoas que assistem aos desenhos o confundem muito com o professor Grossenfibber, pois eles são muito parecidos, mas existe uma diferença: enquanto Dingle Dong é muito mais alto, Grossenfibber é um nanico. Ele sempre troca o "o" pelo "a" e vice-versa (Ex: "um nave espacial", "uma Pica-Pau").
- Dooley (Dapper Denver Dooley) - Em alguns desenhos, ele é um bandido do oeste, em outros é um caloteiro e vigarista. Reaparece com um visual diferente em "O Novo Show do Pica-Pau".
- João Seboso (Dirty McNasty) - É um bandido do oeste que sempre tenta passar a perna no Pica-Pau. Apareceu em Procura-se um Pica-Pau, O Paladino do Oeste (apareceu com bigode) e O Calejado da Cela.
- Pulguento, Alfinho ou Duffy (Duffy Dog/Alfie) - É o cachorro do Pica-Pau em alguns episódios. Quando alguém implica com o Pica-Pau, ele pune o responsável por ter provocado o Pica-Pau com mordidas no traseiro com sua enorme mandíbula.
- Raposinha (Fink Fox) - É uma raposa amiga do Pica-Pau. Aparece pela primeira vez em dois episódios dos anos 1940 como um amigo fiel. Ele volta a aparecer em dois episódios: "Esperto Contra Sabido", e "Um Amigo Leal", como um amigo traidor que tentava passar a perna no Pica-Pau.
- Lobo (Wolfie Wolf) - É um lobo que quer comer o Pica-Pau ou os seus sobrinhos. Aparece em Quem Cozinha Quem?, Amigos Penosos, Os Três Pica-Paus, Qual é a Sua, Chapéu? e Chapeuzinho Diferente, onde a avó do Pica-Pau é apaixonada por ele e sonha em se casar com o Lobo.
- Inspetor Willoughby (Inspector Willoughby) - Um inspetor que sempre quer (e consegue) prender os bandidos. Já participou em alguns episódios do Pica-Pau. Passou 15 anos com desenhos.[7]
- Cupido - Baseado no personagem mitológico. Apareceu apenas no episódio "Encontro com o Destino" em "O Novo Show do Pica-Pau", onde joga uma flecha e consegue fazer um casal feliz. O Pica-Pau usou sua flecha, mas não tinha direito e levou um castigo. Ele têm muito a aparência de um bebê. No episódio "Cuidado com o Cupido" ("I'm With Cupid, Stupid") da websérie de 2018, o Andy Panda aparece como o Cupido.
- Doutor Lelé (Doctor Nutts ou Dr. Doug Nutts) - Ele é um médico em "O Novo Show do Pica-Pau". Só apareceu em alguns dos primeiros episódios da primeira temporada em 1999. É inspirado em uma pessoa real, ele é uma caricatura de um comediante estadunidense chamado Don Knotts.
- Tweaky - Um canário parceiro de trapaças do Zeca Urubu em "O Novo Show do Pica-Pau".[8]

### Outros personagens deWalter Lantz
- Andy Panda (Andy Panda)[9] - Era o principal personagem de Walter Lantz, mas, depois do grande sucesso do episódio "Pica-Pau Ataca Novamente", o pássaro ganhou seu lugar. Depois do primeiro episódio, ele aparece nos episódios: "Miniaturas Musicais", "O Fila-Boia" e "A Polka do Pica-Pau ". Neste último episódio, aparecem vários casais de ursos, podendo um deles ser Andy. Não foi utilizado no reboot de 1999, retornou na websérie de 2018.
- Gato Clyde (Clyde Cat), Filbert ou Precioso (Precious) - Um gato amarelo e gorducho que tenta capturar o Pica-Pau para comer, apareceu em 4 episódios: "Luta do Gatoso", (como Clyde, onde é constantemente interrompido pelo Inspetor Willoughby), "Era uma vez no Parque" (como Filbert, quando ele aparece para impedir o Pica-Pau de destruir a árvore do coronel Flibusch), "O Gato a Jato", onde aparece entre alguns gatos que fracassaram de pegar o pássaro logo no início do episódio, e por último, aparece em "Gato da Cidade", com o nome de "Precioso".
- Chilly Willy ou Picolino (Chilly Willy)[10] - Pinguim friorento, que sempre está tentando se aquecer, e atrapalhando a vida do cachorro Smedley. Originalmente não tem ligação com as histórias do Pica-Pau, embora este tenha aparecido em 2 episódios, e costuma protagonizar seus próprios episódios. Na websérie de 2018, aparece em 4 episódios.
- Smedley ou Elpídio (Smedly) - Cachorro perturbado por Picolino. Smedley também apareceu nos desenhos do Pica-Pau, em dois episódios chamados: "Vivendo num Buraco" (como o Guarda-Linhas da "Indústria Vital") e "O Cuidador Descuidado" (como o tratador do parque), onde em ambos é perturbado pelo Pica-Pau. Smedley, nos últimos episódios, passou a ser chamado de Elpídio. A sua voz estava mais grossa, mas sempre com o seu bom humor. Seu visual não mudou nada, pois está sempre com a sua manta verde e com um gorrinho branco.
- Carlinhos (Charlie Chiken) - Galo malandro, amigo de Andy Panda. Surgiu como um antagonista sem nome nos curtas Andy Panda's Victory Garden e Meatless Tuesday, se tornou amigo de Andy nos quadrinhos.
- Sr. Panda (Mr. Panda) - O pai de Andy Panda.
- Maggie e Sam (Maggie and Sam) - Um casal que sempre se mete em confusões.
- Maw and Paw (Maw and Paw) - Um casal de caipiras que mora numa fazenda com seus filhos, o cavalo Ferradura (que mais tarde passaria a se chamar Pé-de-Pano, e seria o companheiro do Pica-Pau em suas aventuras pelo oeste) e um porco chamado Cheiroso. Apareceram também no episódio "Briga pra ninguém botar defeito", com a aparência modificada.
- A Família Urso (The Beary Family)[11] - Uma família de ursos: o pai, Charlie Ursolão, a mãe, Bessie Úrsula, o filho mais velho, Júnior Ursolino, a filha mais nova, Susi Ursolina, e o animal de estimação, um ganso chamado Goose.
- Percy Delicado (Mr. Percy P. Petipoint) - Um bondoso homem que vive aos berros com seu cachorro Cuddles.
- Cuddles (Cuddles) - O cachorro do Sr. Percy Delicado, vive enterrando tudo que vê, até mesmo a lua. Percy sempre tenta se livrar dele, mas Cuddles sempre acaba voltando.
- Windy e Breezy (Windy and Breezy) - Dois ursos que vivem no Parque Nacional de Yellowstone. Apareceram no episódio "Papai Urso"[12] e em outros dois episódios: um que se passa no circo e outro onde Windy é confundido com um cabulador e é levado à força a escola pelo Inspetor Willoughby.
- Homero (Homer Pigeon) - Um pombo que aparece uma pequena aparição onde vive em sua casa, no episódio "Os Trabalhadores da Floresta", além de ter tido sua própria série de quadrinhos.
- Pepito - Um galinho treinado pelo pai para ser boxeador, mas que mostra um grande talento pra tocar tambor, que o torna famoso.
- Luís, o Espalha Lixo (Lemmy Over Trash) - É um homem hepático, que vive em um esgoto e é criminoso por espalhar lixo pelas ruas. Só apareceu no episódio "Pica-Pau, o Agente Secreto".[13]
- Sr. Vandeco (Mr. Twiddle) - É um nanico, tocador de bongô, que tem uma crise de stress, e precisa de repouso. Só aparece em "SH-H-H-H-H-H", onde é atormentado por seu psiquiatra. Teve um fim trágico, pois de tanto stress, explodiu (literalmente).
- Dr. I.M. Nervosinho (Dr. I.M. Jittery) - É o psiquiatra que atormenta a vida do Sr. Vandeco na estação de repouso, juntamente com sua parceira no episódio "SH-H-H-H-H-H". É sua única aparição.
- Rei Luisinho (King Louie) - É um leão que fugiu de um circo. Também só aparece em um episódio, "O Pica-Pau na barbearia".
- Domador do Circo - Homem que, ao ver Luizinho com outra aparência, recusa-se a entregar a recompensa ao Pica-Pau e diz para que ele ficasse com o leão. Também apareceu no episódio "O Pica-Pau na barbearia".
- Coruja - Uma ave do oeste que responde apenas "Como?" a todas as perguntas que lhe fazem. Apareceu apenas no episódio "O Garimpeiro Garimpado".
- Jubileu - Um corvo mal-humorado e meio burro, por cair na lábia do Pica-Pau. Apareceu no episódio "Os Azares de um Corvo".
- Brutus - Um cachorro falante, que teve seu lugar tomado por Pica-Pau, só aparece nos episódios "Pica-Pau Adotivo" e "O Recruta Relutante", como ajudante do capitão da Legião Estrangeira e passando a ser branco.
- O'Hoolihan (Terence Pecker Moolihan O'Hoolihan) - Um homem gordo, alto, careca e muito atrapalhado. Ele apareceu em apenas dois episódios: "Surrupiador de um Bilhão" e "Caça ao Pica-Pau" (com outra aparência).
- Charlie Bons Modos (Rubber Check Charlie) - Um vigarista de aparência inofensiva que deu a O´Hoolihan um cheque (sem fundos) de 1 bilhão de dólares sob a condição de não maltratar pássaros.
- Dr. Hans Chucrutes (Dr. Strudeldunker) - Um médico de um grande hospital. Só aparece no episódio "Chamando Dr. Pica-Pau".
- O Gato a Jato (The Blue Streak) - Um gato azul que se auto-intitula "o gato mais a jato do mundo". Só apareceu no episódio homônimo. Seu bordão é: "asas batendo, marcha de decolagem, turbinas e já!".
- Professor P. Cosmo Plunc (Professor P. Cosmo Clonk)- Professor maluco que mandou o professor Dingle Dong para a Lua e depois o Pica-Pau. Só apareceu no episódio "Pica-Pau na Lua".
- Doutor Horácio N. Ergúmeno (Dr. Horace N. Buggy) - Médico psiquiatra que dá testes ao Pica-Pau. Quando o pássaro cai de dentro da tela de um cinema no meio da plateia deste, fica cômico e louco. Aparece no episódio "Pica-Pau Biruta". No Brasil foi dublado pela BKS São Paulo tendo como dublador Paulo Costa.
- Reginaldo (Reginald) - Garoto levado que acaba com todos os brinquedos que a sua mãe compra, ele é muito parecido com Chester. Aparece no episódio "O Pássaro Que Veio para Jantar".
- Ratinho (Mousie) - É o comparsa do Zeca Urubu, mas sempre acaba entregando-o para o Pica-Pau. Só aparece em dois episódios: "Um Cão Falante" e "O Gênio Engenhoso". Ele volta a aparecer no novo episódio "Super Pica-Pau", já na nova fase do desenho.
- Mãe do Reginaldo - Comprou o Pica-Pau para o Reginaldo, acreditando que o pássaro era um brinquedo. Aparece no episódio "O Pássaro Que Veio para Jantar".
- Chefe Charlie Cavalo (Chief Charlie Horse) - Um índio que apareceu apenas no episódio que leva o seu nome. Nesse episódio, ele se esconde na loja de esculturas de madeira do Pica-Pau, para não ser pego pela polícia, pois comete o "crime" de escalpelar (rasgar) ingressos de um estádio de Pasadena.
- James (Dimmy) - Empregado do Tio Scrooge. Também apareceu em "Os Parentes" e no episódio "Morcegos no Campanário", como empregado do Cel. Blu-Blu.
- Charlie (I. Gypem) - Um homem que entrega intimações ao Pica-Pau por praticar hipnotismo sem licença e também ao Zeca Urubu por trapacear em um jogo de canastra. Aparece no episódio "O Hipnotizador Caipira".
- Prefeito Fortuna - É o prefeito do Beco do Urubu, a "cidade de um cavalo só". Apareceu no episódio "Cidade de um Cavalo Só" quando atirou para cima e declarou Pé-de-Pano vencedor.
- Daniel Pilantra (Dirty Dan) - Bandido que tomou o Beco do Urubu, a "cidade de um cavalo só", e desafiou o Pica-Pau para uma corrida de cavalos. Apareceu em "Cidade de um Cavalo Só" e em "O Garimpeiro Garimpado".
- Tigre - É o cavalo de Daniel Pilantra.
- Biscoito de Mosquito (Flea Biscuit) - É o cavalo de Zeca Urubu, no episódio Puny Express (O Mensageiro).
- Careta (Mugsy) Assaltante grandalhão que só apareceu no episódio "Concerto na Marra", quando rouba o dinheiro de um banco e se esconde em um piano.
- Assaltantes gêmeos - Também só apareceram em "Concerto na Marra". São os ajudantes de Careta, sendo que um deles se chama Chico.
- Miss Vampira Vamp - Sedutora dona de uma casa de chá que adora roubar diamantes. Usava uma caixa de pílulas pra se transformar em uma doce velhinha, mas mesmo assim foi pega pelo Inspetor Willoughby. Lembra muita a Mortícia da Família Addams.
- X-13 - Perigoso espião internacional que tenta de tudo pra fugir de Willoughby, mas acaba capturado.
- João e Maria (John and Mary) - Casal de cães sapateadores apaixonados um pelo outro que prometeram se casar quando chegassem à Broadway. Mas, no dia do casamento, João se apaixona por uma Poodle, larga Maria no altar e gasta todo seu dinheiro com ela. Depois disso, tenta voltar para Maria e, sem sucesso, tenta se jogar da ponte. No fim, Maria o reencontra e o perdoa.
- Tocador de Trombone - Uma versão moderna do flautista de Hamelin, se oferece pra livrar toda uma cidade dos ratos por uma recompensa. Ao ser trapaceado pelo Prefeito, atraí todos da cidade para um barco fluvial e liberta os ratos.
- Prefeito da cidade dos Ratos - Desesperado pra se livrar dos ratos, contrata o Tocador de Trombone pra executar o serviço. Porém, tenta enganar o Tocador pagando-lhe com amendoins, tendo como resultado a perda de seu povo e precisar aturar de novo os ratos. Acaba por admitir: "Eu sou um mau menino".
- Pilantroso Lobo - O lobo da história dos 3 Porquinhos que seria enforcado por tentar matar os mesmos. Contudo, conta a todos ao redor que tinha uma vida pacífica como professor de música e que foram os porquinhos que o atormentaram e e lhe destruíram a casa. O resultado é que todos acreditaram nele e correram atrás dos porquinhos, sem saber que foram enganados. Pilantroso escapa da forca mas acaba pendurado pelo rabo. Sua única aparição se deu em "Os Presuntos Que Não Foram Cozidos".
- Juca Feliz (Exterminator) - Exterminador de mosquitos que quase destrói a casa do Pica-Pau. Aparece no episódio "Não tem Mosquito".
- Juca Martelo (Jack Hammer) - Um construtor de prédios mal-humorado que diz nunca ter sofrido um acidente de trabalho. Só apareceu em um episódio, "Construção Demolidora". É muito semelhante a Juca Feliz.
- Clodo aldo (Floyd Farkle) - É o funcionário da companhia telefônica. Só aparece no episódio "Nunca Aposte Num Poste Furado".
- Foca Lice - É uma foca que escapa do caminhão de um circo. Só aparece no episódio "Foca à Solta".
- Bonga (Buster) - É um índio que tenta escalpelar o Pica-Pau, com a intenção de ganhar um concurso para se casar com a filha do chefe da tribo. Só aparece no episódio "A Grande Aventura de Bonga".
- Sr. e Sra. Granaviva (Mr and Mrs. Moneybags) - Um casal que possui como filho adotivo um enorme gorila. No desenho do Pica-Pau, eles só aparecem no episódio Pica-Pau Ama-Seca, mas a Sra. Moneybags aparece sozinha em um episódio de Picolino, chamado "Os Parceiros do Polo Sul" ("South Pole Pals"), só que neste episódio o nome dela foi traduzido para "Senhora Granaviva" na dublagem brasileira.
- Morcego (Bat) - É um bandido vestido de morcego que roubou a fórmula 7 3/8. Só aparece no episódio "O Espião Espiado".
- Linda Garota (Gorgeous Gal) - É uma pavoa milionária, gorda e feia com quem o Pica-Pau pretendeu casar-se. Acabam casando-se, mas depois o Pica-Pau é visto novamente solteiro. Só aparece no episódio "Pesadelo Dourado".
- Calisto - Filho do gigante do Pé de Feijão. Aparece no episódio "Pica-Pau e o Pé de Feijão" e também nos episódios "Os Azares de um Corvo" (no qual é o dono do corvo Jubileu) e "O Inquilino Malandro" (onde tenta despejar Pica-Pau de uma casinha em seu jardim). É bem parecido com o Sam de Maggie e Sam.
- Gigante do Pé de Feijão - O famoso personagem da história "João e o Pé de Feijão" apareceu em dois episódios: "Pica-Pau e o Pé de Feijão", onde ele possui barba em seu rosto e é o pai de Calisto, e "Pica-Pau, o Mata Gigante", onde aparece sem barba e dormindo, sendo o porteiro do castelo no alto do Pé de Feijão.
- Capitão Narácio (Captain Haddock) - É um policial que sempre fala: se o Pica-Pau tivesse comunicado à polícia, isso nunca teria acontecido. Só aparece no episódio "Um Tesouro Difícil".
- J. Castor Castro (J. Goofer Gopher) - É um castor que não quer deixar o Pica-Pau jogar críquete. Só aparece no episódio "Cricket Maluco".
- Princesa Salame (Princess Salami) - É uma princesa que fora sequestrada por Zeca Urubu, que estava travestido de árabe, e o engana com uma máscara de bruxa. Só aparece no episódio "Briga em Marrocos".
- Rei Cucamonga - É um rei que quer ter um pássaro canoro, pois o seu morreu. Aparece no episódio "Encantos e Desencantos".
- Sofia - Filha do Rei Cucamonga que se transformará em bruxa à meia-noite se não se casar (o que aconteceu mesmo). Também aparece em "Encantos e Desencantos".
- Fred - Homem que leva o Pica-Pau ao rei Cucamonga para que ele cante. Após ter sua cabeça quase arrancada, casa-se com a princesa Sofia. Após vê-la tornar-se uma bruxa horrenda, se assusta e foge. É mais um que aparece no episódio "Encantos e Desencantos".
- Florência - Ave de estimação do rei Cucamonga. Também apareceu em "Encantos e Desencantos".
- Espelho Mágico - O espelho onde a madrasta de Branca de Neve pergunta quem seria mais bonita que ela apareceu somente em "Encantos e Desencantos".
- Capitão Blah (Captain Blah) - Pirata perigosíssimo que escondeu o tesouro no quintal do Pica-Pau. Só aparece no episódio "Encrencas a Bordo".
- Urso Charlie (Charlie Bear)- É o urso que aparece no episódio "O Vendedor Insuportável".
- Scoolpy (Scoop Smith)- É um fotógrafo que quer tirar fotos do Pica-Pau. Ficava irritado quando seu nome não era falado corretamente. Aparece em um episódio, "O Fotógrafo Chato".
- Davy Escovinha (Davy Crewcut) - Um caçador que aprendeu desde criança a caçar ursos. Cansado de não conseguir e, por sugestão do urso que ele caçou a vida toda, passa a perseguir o Pica-Pau sem sucesso e, chateado, "volta às origens". Apareceu somente no episódio "Davy Escovinha enfrenta Pica-Pau".
- Texugo (Badger) - Em "O Novo Show do Pica-Pau", ele aparece em lugares incômodos, ri com a boca cheia de dentes e diz "Oi, meu chapa!" ou "Oi, amigo! ". Lembra o Taz de Looney Tunes.
- Wild Bill Hiccup (inspirado em Wild Bill Hickok) - Bandido do oeste que quando falava seu nome, soluçava, muito semelhante ao Nanico Bufador do episódio Pica-Pau Pistoleiro. Ele assustou um homem para ficar com a casa dele. Todos pensavam que ele tinha morrido e depois tentou assustar o Pica-Pau e o Pé-de-Pano para que eles saíssem da casa. Só apareceu no episódio O Pistoleiro Sem Solução. Hiccup também apareceu no episódio Xerife Meio Frouxo, estampado em um cartaz de procurado, e tinha outra fisionomia. No episódio Pica-Pau Xerife faz uma pequena aparição, só que ele aparenta ser um velho bêbado, sendo reconhecido pelo seu nome que estava estampado nas costas (no Brasil, foi traduzido para Billy Soluço Selvagem).
- Wyatt Burp (inspirado em Wyatt Earp) - Outro bandido do oeste que também soluçava quando o Pica-Pau falava seu nome. Apareceu no episódio Xerife Meio Frouxo, num cartaz de procurado.
- James Cabeludo (Hairy James) - Integrante da orquestra do bar Pé-de-Porco, onde o Pica-Pau se esconde para fugir de Zeca Urubu. Também aparece no episódio Pica-Pau Xerife.
- Chester - Um jogador de beisebol que adora trapacear. Filho de uma senhora da arquibancada, se parece muito com Reginaldo. Após descobrir as trapaças de Chester, o juiz (o Inspetor Willoughby) grita: "Infração!" e "Está fora!". Apareceu no episódio "Aliança Mirim".
- Horace Greeley - Um homem careca, que disse apenas: "Para o oeste, meu jovem!" ao Pica-Pau. Apareceu nos episódios "Pica-Pau Internacional" e "O Garimpeiro Garimpado", neste último tendo aparecido em forma de estátua.
- Príncipe John (Prince John) - Um príncipe que sempre cobrava impostos dos moradores da região da floresta de Sherwood. Chegou a desafiar o Pica-Pau em um duelo. Apareceu em um episódio, "Pica-Pau Robin Hood". É uma brincadeira com o rei João da Inglaterra.
- Spike - Auxiliar do Príncipe John, também apareceu em "Pica-Pau Robin Hood".
- Zé Horácio - Um homem que mora sozinho em uma ilha, estava farto de comer apenas cocos, e queria comer o Pica-Pau a qualquer custo. Apareceu no episódio "Pica-Pau Tropical".
- John - Um feirante que sempre é chamado de "meu filho" por Leôncio e Pica-Pau, que estavam vestidos de policial. Apareceu no episódio "O Varre-Varre".
- Mastodonte e Tampinha - Uma dupla de bandidos que fugiu da penitenciária e se disfarçou de cavalo. Eles apareceram no episódio "Upa Upa, Pangaré".
- Tampinha (também conhecido como Alberto, Chefinho Xixi-nas-Calças ou Pequeno Bravo Filho do Poderoso Chefe) - Um pequeno índio que tenta caçar o Pica-Pau com ajuda do Zeca Urubu. Apareceu no episódio "História pra Índio".
- Quinta-Feira (Thursday) - Espião que investiga o caso do roubo da fórmula. Apareceu em "O Espião Espiado".
- Al - Espião que trabalha junto de Quinta-Feira, também apareceu em "O Espião Espiado".
- Capitão Zoom (Captain Zoom) - Um apresentador vestido de homem espacial. Apareceu no episódio "Um Pica-Pau de Marte".
- Dum-Dum - Homem que tenta consertar o relógio, mas é importunado pelo Pica-Pau, que o chama de "Seu Chucrute" e pelo Prefeito, que, como ele, aparece no episódio "Hora de Dormir".
- Nanico Bufador - Bandido que foge da penitenciária e que, ao voltar para lá, escuta a frase "E qual é a senha?", diz "Fantasma!" e é agarrado pelo Pica-Pau, que responde: "Essa é a senha!". Aparece em "Pica-Pau Pistoleiro". É muito semelhante ao Wild Bill Hiccup do episódio O Pistoleiro Sem Solução.
- Herr Spring - Um relojoeiro que pega o Pica-Pau, fazendo ele dar uma de cuco, mas acaba atormentado pelo pássaro e pelo urso. Apareceu no episódio "Festival de Cucos".
- Adolf - Um falcão que persegue o Pica-Pau. Só apareceu no episódio "Caça ao Falcão", assim como seu adestrador.
- Rodney - Um cachorro atrapalhado que caça patos, mas acaba pegando o Pica-Pau por engano. Diferente de outros cães, ele não fala, só late. Apareceu no episódio "O Pica-Pato".
- Coronel Blu-Blu (Colonel Blueblood) - Um coronel aposentado que não suporta barulho. Apareceu no episódio "Morcegos no Campanário".
- Médico - Um médico de sotaque alemão, tenta resolver os problemas que atormentam o Coronel Blu-Blu. Fez duas aparições no episódio "Morcegos no Campanário".
- Tony Fígaro - Dono da barbearia em que o Pica-Pau irá cortar o cabelo. É apenas citado no episódio O Barbeiro de Sevilha.
- Kid Moreira - Apresentador do programa "Fim da Linha", entrevista o Pica-Pau antes do pássaro viajar ao espaço. Aparece no episódio "Foguete Fajuto", mas apenas seu braço é mostrado. Seu nome é uma sátira para Cid Moreira. No original, é uma paródia do programa Firing Line ("Linha de Fogo") apresentado pelo famoso jornalista americano William F. Buckley Jr..
- Mestre Bellone - Chefe de cozinha que mostra como se faz um frango assado, em um programa assistido por Zé Jacaré. Também aparece no episódio "Foguete Fajuto".
- Coronel Flibusch (Colonel Mulch) - Muito semelhante ao Coronel Blu-Blu, cuida de várias árvores em sua mansão. Apareceu no episódio "Era Uma Vez um Parque".
- Emília e George (Florence and George) - Um casal que saiu para curtir as férias no parque nacional de Gallstone. Apareceu nos episódios "Gato da Cidade" e "Como Capturar um Pica-Pau" (ambos diferentes, George é mais magro e Emília é mais baixinha), onde Emília pede a George um chapéu com penas bonitas, mas ele sempre se dava mal.
- Otto, o Pica-Pau Duende (O' Toole) - Um duende verde, semelhante ao Pica-Pau. Apareceu no episódio "Seu Melhor Duende". Ele só realiza desejos engraçados para enganar todo mundo (especialmente Pica-Pau). 1º, ele levou o Pica-Pau diretamente para o "Primeiro Banco Nacional" onde tem muito dinheiro. No 2º, ele desalgema o Pica-Pau com mágica para atrair os policiais com um gambá. E por último, Pica-Pau fica furioso com o duende tê-lo enganado e o mandou para o inferno. O objetivo do Pica-Pau é ter cuidado com que deseja.
- Debbie (Phoebe) - Uma velhinha que põe o Pica-Pau para morar em sua casa. Apareceu no episódio Helter Shelter. Ela jogou seu próprio marido Cláudio para fora no final.
- Cláudio (Claude) - Marido de Debbie, é um homem mal-humorado que não gosta de animais, principalmente do cachorro Feliz. Também esteve no episódio "Os Desabrigados". Ele fica incomodado e chutou Feliz para fora umas 3 vezes, depois ele acaba chutando o Pica-Pau para fora, mas Debbie o traz de volta e joga o homem para fora de casa.
- Feliz (Happy) - Cachorro de estimação de Debbie e Cláudio, por gostar de destruir a casa do Pica-Pau perde para ele sua casinha, também esteve em "Os Desabrigados". Ele foi chutado umas 3 vezes para fora por Cláudio quando o acordava com o despertador, destruindo a cama dele e serrando o chão com um serrote.
- Fido - Cachorro que havia sido escolhido para ser voluntário para uma viagem à Lua, arruma pretextos para não ir para lá. Apareceu no episódio "Pica-Pau na Lua".
- Smookey - Um urso vestido com um chapéu de guarda florestal e manuseando uma pá. Só apareceu em um episódio, "Chapeuzinho Diferente". Teve mais tarde um desenho próprio.
- Pierre (Pierre Bear) - Urso que é proprietário de uma fábrica de bolas de boliche, é atormentado pelo Pica-Pau, que chega a destruir seu chapéu. Só apareceu no episódio "Depois da bola".
- Chapeuzinho Vermelho (Red Riding Hood) - A famosa personagem das histórias infantis também apareceu no episódio "Qual é a Sua, Chapéu?"
- Ratão - Grumete que sequestrou o Pica-Pau, é atormentado pelo pássaro e pelo Capitão. Esteve no episódio "Pica-Pau raptado".
- Gênio - O célebre gênio da lâmpada, apareceu no episódio "Alado em Bagdá".
- Vendedor de lâmpadas - Um homem que vende lâmpadas mágicas, pretendia roubar a lâmpada que o Pica-Pau comprara antes. Ele também apareceu em "Alado em Bagdá".
- Babalu (Bubbaloo) - Uma jovem que tentou capturar o Pica-Pau e o Zeca Urubu para um sacrifício. Apareceu no episódio "A Alameda para Bali".
- Mexicano - Um homem nanico, com um pequeno sombrero (chapéu típico dos mexicanos) e que falava com um sotaque espanhol diferenciado. Só apareceu no episódio "Pica-Pau Delegado", onde no final revela-se que ele é o Pica-Pau disfarçado. O seu lema é "Yo no lo conozco señor" ("Não conheço o senhor").
- Vulcano - Uma estátua falante, que pediu para que Babalu trouxesse carne fresca para o sacrifício, e que soltava fogo pela boca. Também apareceu em "A alameda para Bali".
- Tagarela (Gabby) - Um cachorro falante, que ao ouvir o Ratinho avisar o Pica-Pau de que "ele não falava nenhuma palavra" acabou falando, pegando o pássaro de surpresa. Apareceu no episódio "Um Cão Falante".
- Homero - Um homem gordo, que tenta derrubar a árvore onde o Pica-Pau mora para concluir a autoestrada. Apareceu no episódio "Autoestrada fracassada".
- Chefe de Homero - Homem baixinho que pede para Homero derrubar a árvore do Pica-Pau. Também apareceu no episódio "Autoestrada fracassada",
- Jetter Martin - Um homem mal-humorado, é o único sobrevivente da rixa entre as famílias Martin e Coy. Aparece no episódio "O último Martin".
- Clem Coy - Um personagem que só é citado no episódio "O último Martin", pois havia supostamente morrido na briga entre a sua família e a família Martin.
- Frank - Um robô que servia de "puxa-frangos", e sempre infernizava o Pica-Pau puxando suas penas. Aparece no episódio "Não puxe minhas penas".
- Urso Fatso (Fatso the Bear) - Um urso marrom que apareceu em dois episódios estrelados junto com o Inspetor Willoughby, como guarda florestal. Uma curiosidade sobre Fatso: a famosa cena em que ele aparece correndo desesperado de um lado para o outro já havia sido usada por outro urso só que nos desenhos do Pato Donald, o urso se chamava Colimério ("Humphrey Bear"). Essa gag foi criada pelo diretor Jack Hannah e animada pelo animador Al Coe, os dois antes de trabalhar para Walter Lantz haviam trabalhado para Walt Disney, principalmente nos desenhos do Pato Donald dos anos 1950. Foi Hannah quem teve a ideia para as cenas da corrida, e da personalidade do urso, e Coe trabalhou na animação da cena onde Colimério aparece correndo. Quando os dois saíram da Disney e foram trabalhar para Lantz, os direitos foram comprados pelos estúdios da Universal, e a ideia também foi usada para Fatso. Jack Hannah também usou esta gag em alguns outros desenhos que ele dirigiu, um exemplo disso é um episódio do Pica-Pau chamado: O Mestre Cuca ("Woody's Kook-Out") onde o pássaro e Zé Jacaré aparecem correndo igual ao urso, episódio esse que também teve parte da animação feita por Coe.
- Azeitona (Lil' Eightball) - Um garoto negro, que apareceu somente em três episódios estrelados por ele mesmo. Apesar de ter aparecido em poucos episódios, Azeitona apareceu em várias histórias em quadrinhos de Walter Lantz na revista "New Funnies" da Dell Comics, junto com a turma do Pica-Pau.
- Gato Doutor (Alley cat Doc) - Gato elegante que tenta vários golpes pra conseguir uma boia grátis ou grana fácil.
- Campeão (Champ) - Buldogue aspirante-a-boxeador ingênuo que sempre auxilia Doutor em suas trapaças. Mesmo Doutor sendo um gato, ele não lhe tem nenhuma hostilidade.
- Hickory e Dickory - Dupla de ratinhos que procuram escapar dos esquemas de Doutor e sempre se dão bem.
- Osnar, o Terrível - Touro que enfrenta o Pica-Pau em uma tourada. É descrito como um "touro pra nego nenhum botar defeito". Aparece no episódio "O Matador de Hollywood".
- Narrador da Tourada - Usando um chapéu-coco e aparecendo de costas, ele também participa do episódio "O Matador de Hollywood".
- Professor Temporino Marmota (Prof. Weatherby Groundhog) - Marmota que dá a previsão do tempo e obriga as aves a irem para o Sul. Aparece no episódio "Pânico na Cozinha".
- Gato Faminto - Gato preto que se abrigou na casa do Pica Pau apenas para tê-lo como jantar, também presente no episódio "Pânico na Cozinha".
- Fome - Entidade fantasmagórica com um charuto que surge pra assombrar o Pica Pau quando este está sem comida. Tem uma risada pavorosa que o Pica Pau imita pra provar que não tem medo. Presente em "Pânico na Cozinha" e "Quem Cozinha Quem".
- Corvus - Um corvo que, assim como os demais pássaros, diz que iria ao Sul por causa do frio. Também aparece em Pânico na Cozinha.
- Tônia Praga (Ga Ga Gazoo) - Atriz mundialmente famosa com sotaque francês que se hospeda no hotel Ritzmore, onde Pica-Pau e Zeca Urubu trabalhavam, chamando a atenção de ambos. Seu nome é uma referência a Sônia Braga. Aparece no episódio "Os Mensageiros".
- Demerval, O Delicado - Detentor do título de campeão mundial de luta livre, acabou enfrentado Joe Trator e lançado direto pro hospital no episódio O Vale Tudo".
- Joe Trator - Lutador sujo e de má fama que derrotou Demerval, mas acabou vencido pelo Pica Pau em "O Vale Tudo" porque o seu ponto fraco era a bigorna.
- Chico Alicate - Lutador com a boca em forma de alicate presente no episódio " O Vale Tudo".
- O Aranha - Com o corpo em formato de aranha, foi o rival de Chico Alicate.
- Zé Martelo - Lutador com um martelo na cabeça, citado em "O Vale Tudo".
- O Morsa - Adversário de Zé Martelo, usa dois ferros nas mãos pra amassar e esmagar.
- Pedro Machado - Com uma lâmina de machado na cara, é um perigoso lutador de "O Vale Tudo".
- João Polvo - Polvo humanoide, rival de Pedro Machado.
- Tonho Couve Flor - Lutador com couves na cabeça que também aparece em "O Vale Tudo".
- Cabeçudo - Com um corpo franzino mas uma cabeça enorme, é o rival de Tonho Couve Flor.
- Zé Bom de Perna - Dono de um belo par de pernas bem torneadas, também está presente em "O Vale Tudo".
- O Cilindro - Rival de Zé Bom de Perna, usa dois cilindros no braços pra espremer os rivais.
- Homem-Montanha - Um lutador com a forma de uma montanha que está em "O Vale Tudo".
- Areia Movediça - Uma poça de areia movediça viva que lutará sujo com o Homem-Montanha.
- O Fantasma - Homem invisível do qual só se vê as botas, a sunga e a dentadura. Está no episódio "O Vale Tudo".
- Sombra - Rival do Fantasma, é uma sombra viva que sufoca os adversários.
- Borracha - Lutador borrachoso que some (literalmente) com os adversários em "O Vale Tudo".
- Tenório Tesoura - Com as penas em forma de tesoura pra fazer picadinho de quem o enfrentar, é o rival do Borracha.
- Narrador do Ginásio Quebra-Ossos - Com uma máscara no rosto, é o anunciante das lutas que ocorrem no Ginásio Quebra-Ossos. Também aparece em "O Vale Tudo".
- Elmer - Cachorro de estimação do Pica-Pau, destrói a televisão quando vê um pedaço de carne durante um comercial, fazendo com que o pássaro pudesse acompanhar a luta no ginásio. Também participa do episódio "O Vale Tudo".
- João Faz Nada (Hans Doolittle) - É o autor e escritor que criou o livro O Trabalho e Como Escapar Dele no episódio Os Trabalhadores da Floresta.
- Wilbor - Sobrinho de Zé Jacaré que transformou o pequeno jacaré que entrou a Fonte da Juventude. Esteve no episódio Brincadeira do Pântano.
- Zé da Mina Abandonada (Joe Abandoned Mine) - Um homem que minerava por mais de 30 anos, porém nunca encontrou um pedaço de ouro. Apareceu no episódio Nem Tudo que Reluz é Ouro.
- Benedito o Charlatão (Yeggs Benedict) - É um ladrão de joias. Gosta muito de atrapalhar a vida do Inspetor Willoughby. Sua aparição é apenas em um curta exclusivo do inspetor: "O Caso do Rubi Olho Vermelho".
- Embaixador Ivan Awfulich - Um embaixador que irá participar de um churrasco na casa do Leôncio. Embora seja apenas citado no episódio O Famoso Diplomata, o Pica-Pau aparece vestido como Ivan.
- Amarelão e Azulão - Dois cachorros de caça de dois caipiras que ficam discutindo qual deles é o melhor caçador (observação: estima-se que Amarelão seja na verdade uma cadela, pelo fato de vestir um biquíni antes de pular em um rio).
- Guarda das Cataratas do Niágara - Guarda que protegia as Cataratas do Niágara, proibindo os turistas de descerem o lugar dentro de barris. Seu bordão era: "Marche!"
- Turistas - Quando viam o Guarda das Cataratas descer dentro de um barril, eles, que vestiam capas amarelas, gritavam: "Êêêêêêêhhh!".
- Bruxa da Vassoura - Uma bruxa que se recusou a pagar 50 centavos para ter sua vassoura consertada, cujo bordão era: "E lá vamos nós!". Apareceu no episódio "A vassoura da bruxa".
- Bruxa Malvada - Outra bruxa que transformou o filho do Rei em dragão. Acabou sem querer revelando a palavra mágica que ativa sua varinha de condão: "Zirigidum".
- Dragão Vermelho - Na verdade, o filho do Rei transformado em dragão (roxo em vez de vermelho, como sugere seu nome). Ao voltar ao normal, se torna um hippie por engano e a pedido do Rei, o Pica-Pau o vira de novo em dragão. Tem duas músicas: 1) "Eu ando descalço, não preciso de grana. Eu uso colar, minha roupa é estranha. Não vou trabalhar, não vou trabalhar. Eu sou hippie e não vou trabalhar"; 2) "Eu ando com o poder das flores, e vivo a vida pra valer. Quem quiser que eu banque o príncipe, não deve me conhecer".
- Garçonete de Acapulco - Uma garota de biquíni e sombrero que serviu uma limonada para o Pica-Pau após o pássaro receber uma passagem de férias em Acapulco. Aparece também no episódio "O Toque Mágico do Pica-Pau".
- Rufo e Zé (Ruflus and Jokey) - Dois caipiras que discutem sobre seus cachorros, que acabam fazendo as suas ordens. Participaram do episódio Este Dia é da Caça.
- Sam & Simão (Sam 'N' Simian) - Eram dois macacos estão fazendo cirurgia em um leão que está com dor de dente. Estiveram no episódio Médicos das Selvas.
- Kako (Bunkey) - Era um macaco premiado que foi recebido por Junior ao concurso de Twist. Apareceu no episódio Mas que Hóspede.
- Zico e Zoca (Bizz and Boozie) - Irmãos gêmeos de Zeca Urubu, que o aguardavam na estação de trem e foram mortos com um tiro. Apareceram no episódio Meio-Dia Quente.
- Hércules - Um baixinho narigudo e calado que vive arrumando confusão nos trabalhos que exerce. Aparece em dois episódios, "O Jardineiro Trapalhão" e "O Encanador de Sevilha".
- Cara de Alce - Índio, astro de Hollywood, que volta em suas férias pra se casar com a índia Beija-Flor. Porém tem que passar pela aprovação do sogro. Aparece no episódio "O Charme Vence".
- Beija-Flor - Noiva do índio Cara de Alce, aparece também no episódio "O Charme Vence".
- Trigêmeos Cantores - Um trio que canta durante a dança entre Pica-Pau (que estava vestido de mulher) e Leôncio. Eles aparecem no episódio "A Polka do Pica-Pau".
- Dono da casa bicada pelo Pica-Pau - Um milionário que tem a antena de sua casa bicada pelo Pica-Pau e, após demitir 3 gatos, contrata o Gato a Jato para capturar o pássaro. Apenas o seu braço é mostrado.
- Acompanhante do Pica-Pau - Uma mulher que acompanha o Pica-Pau no "Banquete instantâneo" no foguete. Aparece no episódio "Pica-Pau, um Biruta no Espaço".
- Apresentador do telejornal - Aparece em 2 episódios: "O Espião Espiado" (possuindo cabelos castanhos e bigode), onde cita o roubo da fórmula 7 3/8 pelo Morcego, e Pica-Pau Ama-Seca (na televisão em preto-e-branco), citando a viagem do casal Moneybags para a selva africana.
- Zé Ganso - Um ganso que vive numa ilha e é atormentado por Pica-Pau e Wolfie Lobo, que estão com fome. Aparece no episódio "Amigos Penosos".
- Artful Art - Um pintor que disputa com o Pica-Pau quem faria a melhor pintura de uma flor do deserto. Participou do episódio "Artes e Flores".
- Professores Gêmeos - Julgam a resposta de uma pergunta do programa "Responda Isso", e um deles fala que a mesma estava errada. Aparecem no episódio "Propaganda Super".
- Apresentador do "Responda Isso" - Também aparece no episódio "Propaganda Super", onde sempre chama um patrocinador antes de uma pergunta. Ele também apresenta o programa "Hi-Ho Eskimo", quando o Pica-Pau dá 3 tiros na televisão depois que outro patrocinador é chamado.
- Piloto do tapete voador, Faquir, Encantador de Cobras e Escalador - Aparecem apenas no episódio "Alado em Bagdá", em participações curtas.
- Cantor do baile da Escola Updale - Um cantor que se apresentou na Escola Updale chorando e terminou saindo com Paulina no final do episódio "O Trio Amoroso", deixando Pica-Pau e Zeca Urubu desolados.
- Banda da Escola Updale - Um grupo musical que anima o baile da Escola Updale. Apareceram também em "O Trio Amoroso".
- Willy' - Sobrinho do Leôncio nos episódios Basta pedir ao tio e Grudado em você, no "Novo Show do Pica-Pau".
- Teany - Sobrinha de Meany Ranheta, aparece apenas no episódio A Sobrinha e o Sossego, também no "Novo Show do Pica-Pau".
- Veronica - Uma abutre fêmea, namorada do Zeca Urubu na websérie de 2018.
- Wendy - Uma morsa fêmea, namorada do Leôncio na websérie de 2018.
- Luiz - Um macaco brasileiro na websérie de 2018.[14]
- Nero - Baseado no imperador que teria ordenado o incêndio em Roma, apareceu no episódio Em Roma Faça como os Pica-Paus, onde é importunado pelo Pica-Pau.
- Guarda do palácio de Nero - Um guarda que persegue o Pica-Pau a mando de Nero, conta com ajuda de um leão, mas não consegue capturar o pássaro. Também aparece no episódio Em Roma Faça como os Pica-Paus.
- Farejador (Strongnose) - Cachorro que tenta capturar o Pica-Pau e levá-lo ao Professor Dingle Dong para empalhá-lo, sem sucesso. Aparece no episódio Farejador vs. Pica-Pau.
- Dopey Dick - Baleia perseguida pelo Capitão Dooley, que contou com a ajuda do Pica-Pau na caça, mas não é bem-sucedido.
- Miranda Panda (Miranda Panda) - É a namorada do Andy Panda. No episódio "Cuidado com o Cupido" ("I'm With Cupid, Stupid") da websérie de 2018, Andy Panda é o único personagem sem um par e assume o papel de Cupido.
- Pierre - Dono de uma padaria que é atrapalhado pelo Pica-Pau enquanto o pássaro limpa os vidros do local. Aparece apenas no episódio "Os Azares do Motorista".
- Floyd Brooks, Al Glenn, Bob Miller e Bill Garity - Foram quatro entregadores de mala postal. Três deles morreram e um desapareceu durante suas missões. Foram citados no episódio "Pica-Pau, o Rei do Faroeste".